# 1502 no Brasil
Esta é uma cronologia dos fatos acontecimentos de ano 1502 no Brasil.

## Eventos
- 1 de janeiro: Navegadores portugueses exploram a Baía da Guanabara e confundem-na com a foz de um rio, chamando-a de Rio de Janeiro, por sua vez, o nome da atual segunda cidade mais populosa do Brasil.
- 6 de janeiro: Descoberta da baía de Angra dos Reis, no Rio de Janeiro, pela expedição de Gonçalo Coelho, que recebe esse nome em homenagem a visita dos Três Reis Magos ao menino Jesus comemorada nesse dia.
- 20 de janeiro: A Ilha de São Sebastião é descoberta por Américo Vespúcio.
- 22 de janeiro: A expedição marítima de Américo Vespúcio chega em São Vicente.
- 24 de janeiro: Chega em Cananeia a expedição exploratória com Gaspar de Lemos e Américo Vespúcio (Amerigo Vespucci), visando reivindicar e demarcar novas terras, que nomearam por Barra do Rio Cananor.
- Manuel I de Portugal declara monopólio da Coroa a exploração do pau-brasil (pau-de-pernambuco), arrendando-o por três anos a um consórcio liderado pelo cristão-novo Fernão de Loronha.
- Possível descoberta das Ilhas Fernando de Noronha, em Pernambuco, na expedição exploratória de Gaspar de Lemos, nomeada após o mercador Fernão de Noronha.